# Vilho Pekkala
Vilho Pekkala (Kotka, 3 aprile 1898 – Kotka, 20 ottobre 1974) è stato un lottatore finlandese, specializzato nella lotta libera.

## Palmarès

### Olimpiadi
- Bronzo a Parigi 1924 nei pesi medi.